# Ramona Kapheim
Ramona Kapheim   (Strasburg, 8 de gener de 1958), de soltera Jahnke, és una ex-remadora alemanya que va competir sota bandera de la República Democràtica Alemanya durant la dècada de 1970.
El 1980 va prendre part en els Jocs Olímpics de Moscou, on guanyà la medalla d'or en la competició del quatre amb timoner del programa de rem. Formà equip amb Silvia Fröhlich, Angelika Noack, Romy Saalfeld i Kirsten Wenzel. En el seu palmarès també destaca una medalla de plata al Campionat del món de rem.